# USS LST-890
O USS LST-890 foi um navio de guerra norte-americano da classe LST que operou durante a Segunda Guerra Mundial.